# مديرية الجميمة

تعديل مصدري - تعديل

مديرية الجميمة إحدى مديريات محافظة حجة في اليمن. بلغ عدد سكانها 41211 نسمة عام 2004. تضم تسع عزل.

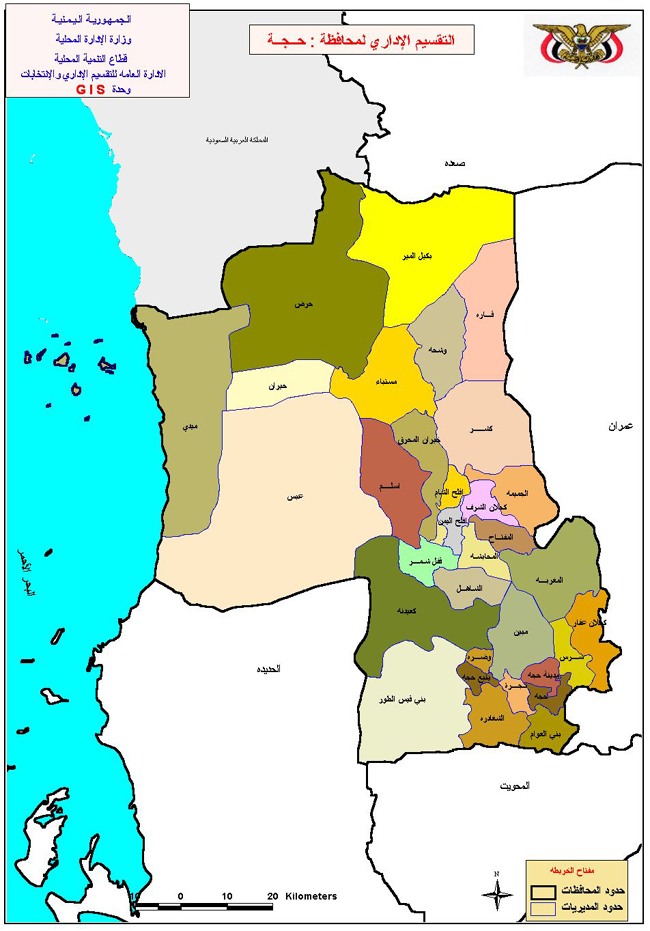
موقع مديرية الجميمة في محافظة حجة